# Taxeotis helicta
Taxeotis helicta là một loài bướm đêm trong họ Geometridae.